# گئورگ گئورگیان (هنرپیشه)
گئورگ سارگسی گئورگیان (Գևորգ Սարգսի Գևորգյան؛ زادهٔ ۱۵ سپتامبر ۱۹۴۸) یک هنرپیشه، استاد دانشگاه و سیاستمدار اهل ارمنستان است که از تاریخ ۷ فوریه ۲۰۰۶ تا تاریخ ۲۲ مه ۲۰۰۶ در دولت سمت وزیر فرهنگ و امور جوانان ارمنستان را بر عهده داشت.

## زندگی‌نامه
در ۱۵ سپتامبر ۱۹۴۸ در جروژ، استان کوتایک به دنیا آمد و از دانشگاه پلی‌تکنیک ارمنستان فارغ‌التحصیل شد. 